# Dorsum Owen
Il Dorsum Owen è una catena di creste lunari intitolata al naturalista e antiquario gallese George Owen nel 1976. Si trova nel Mare Serenitatis e ha una lunghezza di circa 50 km.